# فيلي داف
فيلي داف (بالإنجليزية: Willie Duff)‏ (6 فبراير 1935 - 30 أغسطس 2004 بإدنبرة) هو لاعب كرة قدم بريطاني في مركز حراسة المرمى. لعب مع تشارلتون أثلتيك ودونفرملين أثلتيك وريث روفرز ونادي بيتربورو يونايتد وهارت أوف ميدلوثيان ونادي ستيرلينغشير الشرقية ونادي ألبيون روفرز ورابطة كرة القدم الاسكتلندية الحادية عشر ‏.

## وصلات خارجية
- فيلي داف على موقع قاعدة بيانات كرة القدم.إي يو (الإنجليزية)